# Pedro Nuni
Pedro Nuni Caity (San Ignacio de Moxos, Beni, Bolivia; 2 de julio de 1973) es un político, dirigente y ex diputado boliviano.

## Biografía de Pedro Nuni
Pedro Nuni nació en San Ignacio de Moxos, en el Departamento del Beni el 2 de julio de 1973. Fue dirigente campesino, para luego ser elegido diputado por el partido del Movimiento al Socialismo representando al Beni.
En septiembre de 2012, Nuni renunció a su cargo de diputado por qué afirmaba que el gobierno de Evo Morales habría reprimido a los indígenas de la marcha del Tipnis (Territorio indígena y parque nacional Isiboro-Secure)
El 20 de enero de 2013, participó como candidato a gobernador del Beni en las elecciones departamentales de Beni de 2013, representando al partido Frente Para la Victoria (partido que tuvo apoyo del Movimiento Sin Miedo, saliendo tercer lugar en la votación, con el 2,65% (3.606 votos).
En 2014 desempeña el cargo de Secretario de Pueblos Indígenas del Beni, bajo la administración de la gobernación del Beni.